# Andy Hug
Andy Hug (ur. 7 września 1964 w Zurychu, zm. 24 sierpnia 2000 w Tokio) – utytułowany szwajcarski karateka stylu kyokushin i zawodnik K-1. Wicemistrz świata (1988) oraz dwukrotny mistrz Europy IKO, mistrz K-1 World GP 1996.

## Życiorys

### Dzieciństwo
Urodził się w 1964 r. w Zurychu. Nigdy nie poznał swojego ojca, Arthura Huga, żołnierza Legii Cudzoziemskiej, który zginął w niewyjaśnionych okolicznościach w Tajlandii. Matka, Madelaine Hug-Baumann, z powodu trudnej sytuacji życiowej i finansowej, nie będąc w stanie zapewnić godnych warunków do wychowywania dziecka, oddała Andy’ego do domu dziecka. Po trzech latach zabrali go stamtąd dziadkowie, z którymi zamieszkał w pasterskim, górskim mieście Wohlen (kanton Argowia).

### Kariera sportowa

#### Karate
W wieku 10 lat zaczął trenować karate kyokushin. Bardzo wcześnie zaczął startować w zawodach i osiągać coraz większe sukcesy. Zwrócił na siebie uwagę, kiedy wygrał mistrzostwa Szwajcarii, pokonując znacznie starszych i utytułowanych zawodników.
W wieku 19 lat wystartował w 3. Otwartych Mistrzostwach Świata Kyokushin. Przegrał w 1/8 finału z Shōkei Matsuim. Cztery lata później, w 1987 r. wystąpił w 4. Otwartych Mistrzostwach Świata. W drodze do finału wyeliminował tak uznanych zawodników, jak Akira Masuda czy Ademir da Costa. W ostatniej walce uległ jednak Matsuiemu. O wyniku walki zadecydowali sędziowie. Zdaniem części komentatorów to Andy Hug był najlepszym zawodnikiem turnieju i to on powinien był otrzymać złoto, a na decyzję sędziów wpłynęły naciski Masutatsu Oyamy. Ostatecznie Hug zajął drugie miejsce, co było w tamtym czasie najlepszym osiągnięciem zawodnika spoza Japonii.
17 sierpnia 1988 r. zdobył pierwsze miejsce na organizowanym w Szwajcarii International Super-Cup, wygrywając w finale z Kenji Midori. W 1989 r. został po raz drugi mistrzem Europy. Wtedy też rozpoczął podróże po całym świecie, odwiedzając ośrodki kyokushin i prowadząc treningi oraz seminaria.
W 1991 r. na 5. Otwartych Mistrzostwach Świata doznał swojej największej porażki w kyokushin. Odpadł już w eliminacjach po tym, jak znokautował go okrężnym kopnięciem w głowę Francisco Filho.
W 1991 r. poznał na jednym z turniejów Kazuyoshi Ishiiego. Namówił on Szwajcara do startów w komercyjnych zawodach karate Seido-kaikan. Rok później Hug przeszedł na zawodowstwo i zadebiutował w barwach Seido-kaikan. Równało się to z usunięciem Huga z organizacji Kyokushinkai.
W październiku 1992 r. wygrał Puchar Świata Karate Seido-kaikan, w finale pokonując Taiei Kina. Rok później został wicemistrzem, przegrywając w finale przez kontrowersyjną decyzję sędziów z Masaaki Satake.

#### K-1
W 1993 r. Ishii założył K-1 - organizację, której celem było umożliwienie przedstawicielom różnych sportów walki rywalizacji na jednym ringu na zasadach podobnych do kickbokserskich. Hug został wytypowany jako jeden z reprezentantów Seido-kaikan. Szybko przystosował się do nowego stylu walki i już rok po debiucie pokonał po emocjonującym 5-rundowym pojedynku mistrza K-1, Branko Cikaticia. Zwycięstwo to sprawiło, że Hug był upatrywany w gronie kandydatów do sięgnięcia po mistrzostwo K-1. W ćwierćfinale K-1 Grand Prix 1994 przegrał jednak niespodziewanie z Patrickiem Smithem, a rok później odpadł już w eliminacjach po ciężkiej klęsce z rąk Mike’a Bernardo (Hug w ostatniej rundzie walki był dwukrotnie liczony, po czym przyjął bez żadnej odpowiedzi 32 ciosy, zanim sędzia ringowy zdecydował się ją przerwać). Pół roku później stoczył z Bernardo walkę rewanżową - został znokautowany. Po tych niepowodzeniach pojawiły się opinie, że Szwajcar jest zbyt niskim zawodnikiem, żeby skutecznie rywalizować w K-1. Hug zaprzeczył temu w 1996 r., kiedy w ćwierćfinale K-1 World GP znokautował ponad 2-metrowego Duane'a van der Merwe, a w półfinale, po jednej z najbardziej wyrównanych i zaciętych walk w historii K-1, wyeliminował Ernesto Hoosta. W ścisłym finale zmierzył się z Bernardo. Tym razem to Hug okazał się lepszy - znokautował rywala w drugiej rundzie niskim kopnięciem z obrotu, zdobywając tytuł mistrza K-1 WGP. W 1997 i 1998 roku został wicemistrzem, przegrywając w finałach odpowiednio z Hoostem i Peterem Aertsem.
Hug jest uznawany za jednego z najwybitniejszych zawodników K-1. Trzy razy z rzędu (1996, 1997, 1998) dotarł do finału World Grand Prix. Nienaganna technika i charakterystyczny, widowiskowy styl walki zjednały mu rzesze fanów. Jego popisową techniką, wyniesioną z karate, było kopnięcie opadające (jap. kakato geri).

### Choroba
W sierpniu 2000 r. miał wystąpić na turnieju K-1 w Las Vegas, ale wycofał się z udziału w nim. Tłumaczył, że czuje się zmęczony i potrzebuje odpoczynku. 31 lipca przybył do Szwajcarii z odwiedzinami do swej byłej żony Ilony (rozwiedli się miesiąc wcześniej) i ich pięcioletniego syna Seya. Fizycznie nie czuł się dobrze, uskarżał się na mdłości i częste krwotoki z nosa. Udał się na badania do szpitala, ale nie zdiagnozowano przyczyn dolegliwości. Pomimo rad lekarzy postanowił wrócić do Japonii. 14 sierpnia na lotnisku miał ciężki krwotok z nosa, jednak wciąż był zdecydowany powrócić do Kraju Kwitnącej Wiśni, gdyż miał wziąć udział w turnieju K-1 Grand Prix 2000 w Fukuoce. Również menadżer Huga bezskutecznie próbował wyperswadować mu tę podróż.
Będąc już w Tokio, zemdlał i został przewieziony do Nippon Medical School Hospital. Lekarze odkryli narastającego guza po lewej stronie szyi. Zdiagnozowano, że jest chory na ostrą białaczkę promielocytową. Leczenie rozpoczęto natychmiast włączając chemioterapię.
21 sierpnia chorego odwiedził w szpitalu Kazuyoshi Ishii. Rozmawiali o turnieju K-1 w Jokohamie, który dzień wcześniej wygrał przyjaciel i sportowy rywal Huga, Francisco Filho. Szwajcar wyznał, że gdyby miał wkrótce umrzeć, to chciałby, aby stało się to w Japonii, którą uważał za swoją drugą ojczyznę. Wkrótce potem zapadł w śpiączkę.

### Śmierć
Rano 23 sierpnia stan Huga nagle dramatycznie się pogorszył. Musiano podłączyć go do aparatury podtrzymującej oddychanie. Na jego ciele pojawiły się sińce i krwotoki. Zmarł w czwartek 24 sierpnia 2000 r. o godzinie 18:21 w wieku 35 lat. Jego serce zatrzymywało się trzykrotnie, jednak lekarzom udało się przywrócić puls. W końcu, za czwartym razem, ze względu na beznadziejność sytuacji, nie podjęto kolejnej próby reanimacji. Został pochowany zgodnie ze swoją ostatnią wolą w Tokio. W kondukcie pogrzebowym uczestniczyło ponad 12 tysięcy ludzi. Na uroczystość przybył Prezydent Konfederacji Szwajcarskiej.

### Popularność
Andy Hug jest jedną z najbardziej rozpoznawalnych postaci w środowisku sztuk walki. W Japonii, dokąd się na stałe przeprowadził, osiągnął status supergwiazdy. Wystąpił tam w licznych reklamach i programach TV. Jest bohaterem filmów dokumentalnych, książek, komiksów i mang. W badaniu opinii publicznej, przeprowadzonym w 2006 r. dla japońskiej stacji NTV, zajął 81. miejsce na liście 100 najbardziej popularnych postaci historycznych.

## Osiągnięcia

### Kick-boxing
- 1998 - K-1 World GP 1998 - 2. miejsce
- 1997 - K-1 World GP 1997 - 2. miejsce
- 1996 - K-1 World GP 1996 - 1. miejsce
- 1996 - mistrzostwo świata WMTC w wadze superciężkiej
- mistrzostwo świata UKF w wadze superciężkiej
- mistrzostwo świata WKA w wadze superciężkiej

### Karate
- 1993 - Karate World Cup '93 - 2. miejsce
- 1992 - Karate World Cup '92 - 1. miejsce
- 1991 - Mistrzostwa Europy Kyokushin - 1. miejsce
- 1988 - International Super-Cup - 1. miejsce
- 1987 - 4. Otwarte Mistrzostwa Świata Kyokushin - 2. miejsce
- 1987 - Mistrzostwa Europy Kyokushin - 2. miejsce
- 1985 - Mistrzostwa Europy Kyokushin - 1. miejsce
- Ibutsu Cup - 1. miejsce (1983, 1985, 1989)